# Карнейру, Суэли
Апаресида Суэли Карнейру Жакоэль, более известная как Суэли Карнейру (порт. Sueli Carneiro, родилась 24 июня 1950 года в Сан-Паулу) — афробразильский философ, писательница и активистка, выступающая против расизма. Карнейру — основательница и нынешний директор Geledés — Института чёрных женщин (порт. Geledés - Instituto da Mulher Negra) и ведущий автор по чёрному феминизму в Бразилии

## Жизнь и работа
Карнейру родилась в 1950 году в районе Лапа в Сан-Паулу, была старшей из семи детей железнодорожника Хосе Хорасиу Карнейру и швеи Евы Алвес Карнейру. Она окончила философский факультет Университета Сан-Паулу и защитила докторскую степень в области образования в том же учреждении. Карнейру стала активным участником движения чёрных феминисток в Бразилии с конца 1970-х годов. В 1983 году, когда правительство штата Сан-Паулу создало Conselho Estadual da Condição Feminina (Государственный совет по делам женщин), Карнейру участвовала в успешной кампании за вступление в совет чернокожей женщины, радиоведущей Марты Арруда; среди тридцати двух членов совета не было ни одной чёрной женщины.
В 1988 году она основала Geledés — Институт чёрных женщин, первую независимую чёрную феминистскую организацию в Сан-Паулу. Спустя несколько месяцев Карнейру пригласили присоединиться к Conselho Nacional da Condição Feminina (Национальному совету по делам женщин) в Бразилиа.
Карнейру создала единственную программу оздоровления, предназначенную для афробразильских женщин. Еженедельно психологи и социальные работники посещают более тридцати женщин, которым читают лекции по сексуальности, контрацепции, физическому и психическому здоровью в штаб-квартире Геледес. Суэли также создала SOS Racismo, программу, предлагающую бесплатную юридическую помощь жертвам расовой дискриминации в Сан-Паулу.

## Награды
- Премия Бенедито Гальвано (2014)[5]
- Премия Французской Республики в области прав человека.
- Премия Берты Лутц (2003)[6]
- Премия Франца де Кастро Хольцварта в области прав человека (почётное упоминание)[7]

## Работы
- Racismo, Sexismo e Desigualdade no Brasil (2011)
- Mulher negra: Política governamental e a mulher (1985) совместно с Терезой Сантуш[англ.] и Альбертиной де Оливейра Коста[англ.]